# U 2506
U 2506 war ein deutsches U-Boot des Typs XXI, welches von der Kriegsmarine im Zweiten Weltkrieg eingesetzt wurde.

## Geschichte
Wie viele andere Typ-XXI-Boote, die Blohm & Voss baute, wurde der Bauauftrag des Bootes am 6. November 1943 vergeben. Das Boot lief am 31. August 1944 vom Stapel und wurde vom Ritterkreuzträger Kapitänleutnant Horst von Schroeter, dem letzten Kommandanten des sehr erfolgreichen Typ-IX-B-Bootes U 123 in Dienst gestellt. Als Schroeter U 123 verließ, nahm er dessen Turmemblem mit sich: das Verwundetenabzeichen in Schwarz, doch er fügte noch einen Stern hinzu. Der Stern symbolisierte die Wiederholung des Wappens. Obwohl der Stützpunktleiter von Kristiansand-Süd, Korvettenkapitän Mengersen, U 2506 am 28. April 1945 zur ersten Feindfahrt verabschiedete, stand das Boot nicht mehr vor dem Feind. Diese „Ehre“ wurde nur Korvettenkapitän Adalbert Schnees U 2511 zuteil.

## Verbleib
U 2506 kapitulierte am 9. Mai 1945 in Bergen, Norwegen, und lief am 17. Juni 1945 zur Überführung nach Großbritannien aus. Das Boot erreichte am 18. Juni 1945 Lerwick auf den Shetlands und lief am nächsten Tag mit Kurs Lisahally, Nordirland, aus, wo sie am 21. Juni 1945 im Hafen von Londonderry ankam. Von dort aus ging es am 1. Januar 1946 nach Moville, wo sie zur Operation Deadlight geschleppt und auf der Position 55.37 N, 07.30 W versenkt wurde.